# Jean-André Rixens
Jean-André Rixens (Saint-Gaudens, 30 de novembre de 1846 - París, 21 de febrer de 1925), fou un pintor francès.
Fou deixeble de Gérôme i d'Adolphe Yvon, i el 1868 començà a exposar les seves obres. El 1883 aconseguí la segona medalla d'Amsterdam, i el 1888 una primera medalla de Barcelona i el 1889 a Melbourne, medalla d'or en Exposició Universal de París (1889). Fou individu del Jurat de l'Exposició Universal de París (1900) i president del Jurat d'admissió de l'Exposició de Milà de 1904.

## Petita llista d'obres
- La Mort de Cléopâtre, 1874, museu dels Augustins, Tolosa de Llenguadoc.
- El cadàver de César, 1876, museu de Niort.
- Penediment de Sant Pere, 1876, església d'Ivry.
- Marie-Jeanne, 1879, museu de Clamecy.
- La mort d'Agripina, 1881, museu de Besiers.
- Testa de vell, 1882, museu dels Augustins, Tolosa de Llenguadoc.
- La glòria, 1883, museu de Melbourne.
- Don Joan als Inferns, 1886, [...?]
- El laminat de l'acer, 1887, museu municipal de París.
- Entrada del general Dupuy a El Caire 1899 Capitoli de Tolosa
- Coqueteria; Estudi;; El jubileu de Pasteur; la Nova Sorbona.
- El foc, plafó per al Palau Municipal de París, i nombrosos retrats.

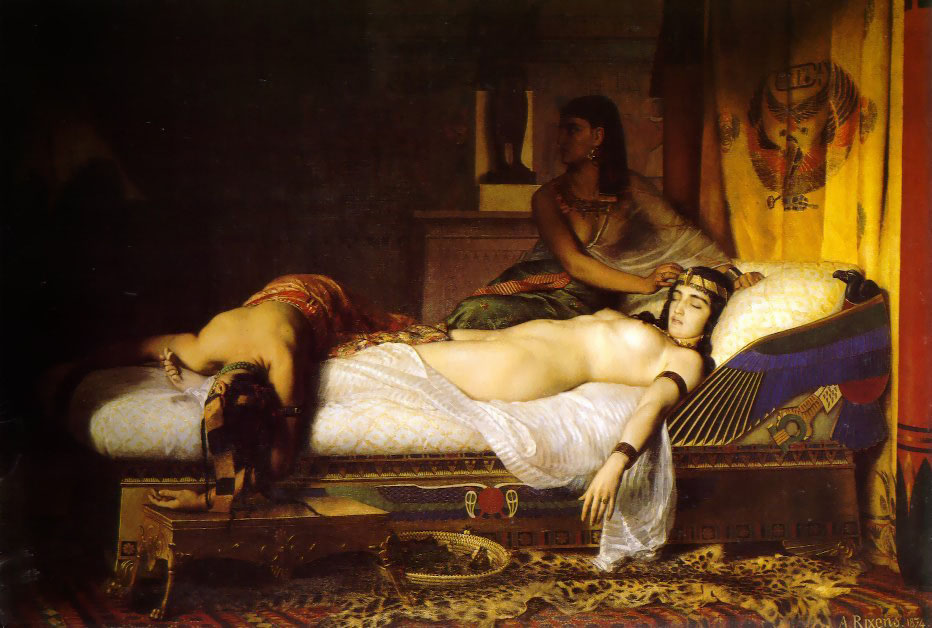
La Mort de Cléopâtre (1874), Toulouse, Museu dels Agustins de Tolosa.
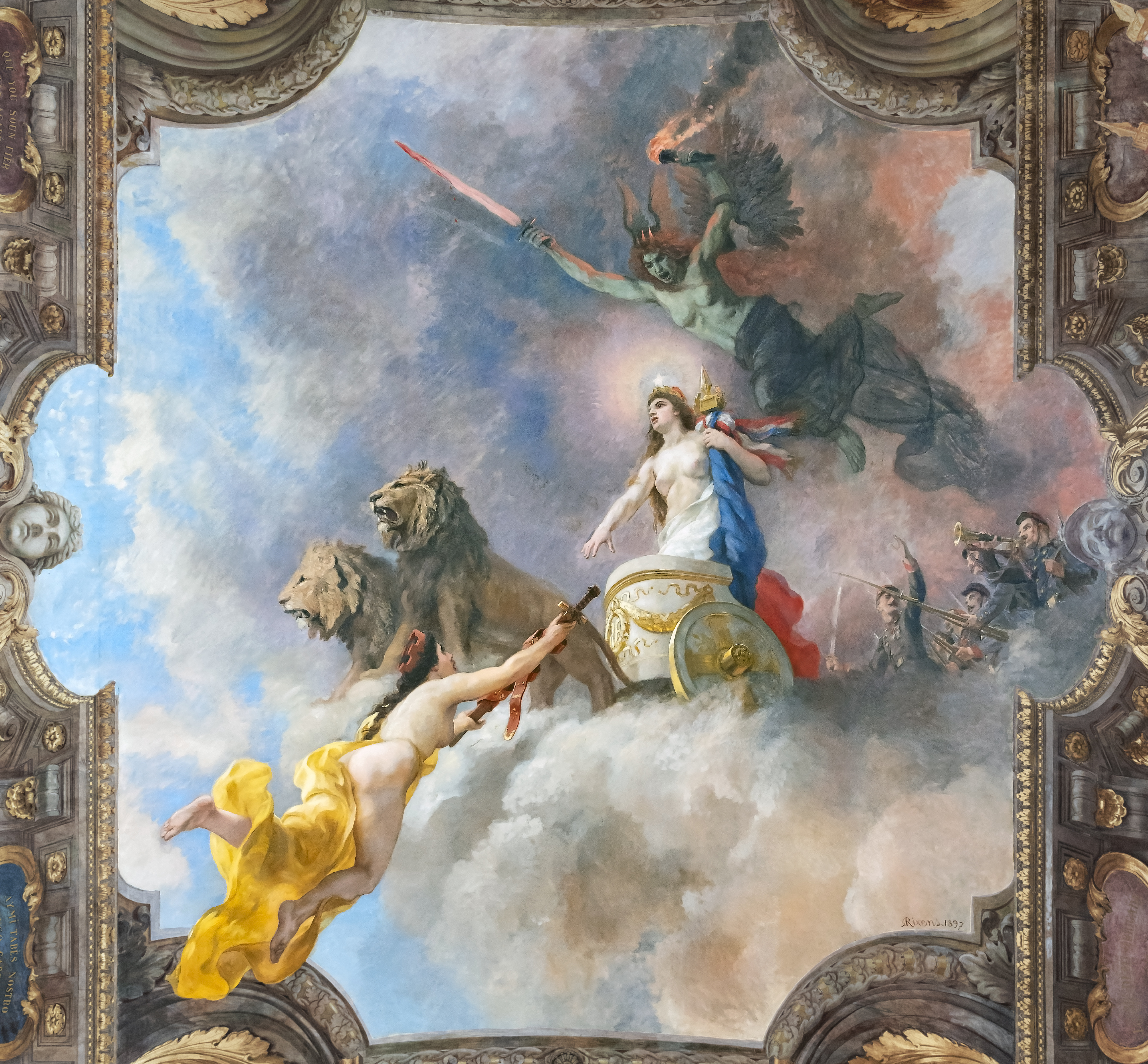
Plafó de la Sala de personatges il·lustres Capitoli de Tolosa
Entrada del general Dupuy a El Caire Capitoli de Tolosa